# Avengers: Czas Ultrona
Avengers: Czas Ultrona (oryg. Avengers: Age of Ultron) – amerykański fantastycznonaukowy film akcji z 2015 roku na podstawie serii komiksów o grupie superbohaterów o nazwie Avengers wydawnictwa Marvel Comics. Za jego reżyserię i scenariusz odpowiadał Joss Whedon. W rolach głównych wystąpili: Robert Downey Jr., Chris Hemsworth, Mark Ruffalo, Chris Evans, Scarlett Johansson, Jeremy Renner, Don Cheadle, Aaron Taylor-Johnson, Elizabeth Olsen, Paul Bettany, Cobie Smulders, Anthony Mackie, Hayley Atwell, Idris Elba, Stellan Skarsgård, James Spader i Samuel L. Jackson.
W filmie Tony Stark uruchamia specjalny program „Ultron”, którego celem jest osiągnięcie pokoju na świecie. Jednakże Ultron, uznawszy ludzkość za przeszkodę do jego osiągnięcia, występuje przeciwko niej. Iron Man, Kapitan Ameryka, Thor, Hulk, Czarna Wdowa i Hawkeye starają się przeszkodzić Ultronowi w realizacji jego zamierzeń. Dołączają do nich nowi bohaterowie: bliźniaki Wanda Maximoff / Scarlet Witch, Pietro Maximoff / Quicksilver oraz Vision.
Czas Ultrona wchodzi w skład II Fazy Filmowego Uniwersum Marvela; jest to jedenasty film należący do tej franczyzy, stanowiący część jej pierwszego rozdziału zatytułowanego Saga Nieskończoności. Jest to sequel filmu Avengers z 2012 roku. Wyprodukowano także jego kontynuacje, zatytułowane kolejno Avengers: Wojna bez granic z 2018 i Avengers: Koniec gry z 2019 roku. Dwa kolejne filmy, Avengers 5 i Avengers: Secret Wars, zostały zapowiedziane na 2026 i 2027 rok.
Światowa premiera filmu miała miejsce 13 kwietnia 2015 roku w Los Angeles. W Polsce zadebiutował on 7 maja tego samego roku. Film zarobił ponad 1,4 miliarda dolarów przy budżecie 250 milionów. Otrzymał również przeważnie pozytywne oceny od krytyków.

## Fabuła
We wschodnioeuropejskiej Sokowii, grupa Avengers, w składzie Tony Stark, Steve Rogers, Thor, Hulk, Natasha Romanoff i Clint Barton, atakuje bazę Hydry dowodzoną przez Wolfganga von Struckera, który prowadzi eksperymenty na ludziach z wykorzystaniem berła Lokiego. Muszą się zmierzyć z bliźniętami Maximoff, którzy są efektem tych eksperymentów: Pietrem, który ma nadludzką szybkość i Wandą, która potrafi manipulować umysłem i energią. Avengers pokonują Struckera, a Stark zabiera berło .
Stark i Banner odkrywają sztuczną inteligencję w klejnocie znajdującym się w berle i potajemnie używają go do stworzenia programu obrony Ziemi o nazwie „Ultron”. Program ten wierzy, że aby uratować Ziemię, musi zgładzić ludzkość. Eliminuje J.A.R.V.I.S.-a i atakuje Avengers w ich siedzibie. Następnie Ultron ucieka z berłem do bazy Hydry w Sokowii, gdzie planuje usprawnić swe ciało i zbudować armię robotów – dronów. Po zabiciu Struckera, rekrutuje on rodzeństwo Maximoff, które obwinia Starka za śmierć ich rodziców. Ultron razem z bliźniakami udaje się do Ulyssesa Klaue’a, handlarza bronią, który stacjonuje na statku u wybrzeży Afryki, aby zakupić od niego metal vibranium. Avengers próbują im przeszkodzić, ale Wanda wywołuje u nich wizje, wskutek czego Hulk wpada w furię. Aby go powstrzymać, Stark używa specjalnej zbroi .
Światowa reakcja na powstałe w wyniku furii Hulka zniszczenia i obawy związane z wizjami spowodowanymi przez Wandę powodują, że Avengers ukrywają się w domu Bartona. Thor wyrusza, aby skonsultować się z Erikiem Selvigiem. Wkrótce do domu Bartona przybywa Nick Fury i przekonuje zespół do dalszego działania. W Seulu Ultron zmusza doktor Helen Cho, aby przy użyciu specjalnej technologii, vibranium i klejnotu w berle, stworzyła mu nowe, doskonałe ciało. W momencie, kiedy Ultron przenosi się do nowego ciała, Wandzie udaje się odczytać jego myśli i odkryć jego plan unicestwienia ludzkości. Maximoff odłączają się od Ultrona. Rogers, Romanoff i Barton odnajdują Ultrona i wykradają jego syntetyczne ciało, ale Romanoff zostaje porwana przez Ultrona .
Avengers kłócą się między sobą, a Stark w tym czasie przesyła J.A.R.V.I.S.-a do syntetycznego ciała. Thor powraca i pomaga uruchomić ciało, wyjaśniając, że klejnot jest jednym z Kamieni Nieskończoności – najpotężniejszych obiektów istniejących we wszechświecie. J.A.R.V.I.S. w syntetycznym ciele przyjmuje imię Vision i razem z bliźniakami Maximoff towarzyszy Avengers w wyprawie do Sokowii, gdzie Ultron zbudował maszynę, która ma na celu podniesienie stolicy tego kraju do góry, a później rozbicie jej. Banner ratuje Romanoff, która budzi w nim Hulka. Avengers walczą z armią dronów. Nick Fury przybywa im na pomoc; towarzyszą mu Maria Hill, James Rhodes i agenci T.A.R.C.Z.Y., którzy pomagają w ewakuacji cywilów. Pietro umiera, ochraniając Bartona przed ostrzałem Ultrona z myśliwca. W wyniku tego Wanda konfrontuje się z Ultronem, a miasto spada. Iron Man i Thor przeciążają urządzenie i powodują, że miasto rozpada się na mniejsze fragmenty. Po wszystkim Hulk postanawia uciec Quinjetem, aby nie narażać Romanoff, a Vision konfrontuje się ostatecznie z Ultronem .
Ustanowiona zostaje nowa baza Avengers, prowadzona przez Fury’ego, Hill, Cho i Selviga, a Thor powraca do Asgardu. Stark i Barton postanawiają odejść, a Rogers i Romanoff przygotowują się do szkolenia nowych Avengers: Rhodesa, Visiona, Sama Wilsona i Wandy .
W scenie w trakcie napisów Thanos, niezadowolony z powodu niepowodzeń swoich pionków, zakłada Rękawicę Nieskończoności, by osobiście zebrać Kamienie Nieskończoności .

## Obsada
| Polski dubbing |
| • Mariusz Bonaszewski jako Tony Stark / Iron Man • Piotr Grabowski jako Thor • Grzegorz Damięcki jako Bruce Banner / Hulk • Paweł Ciołkosz jako Steve Rogers / Kapitan Ameryka • Wiktoria Gorodeckaja jako Natasha Romanoff / Czarna Wdowa • Marcin Przybylski jako Clint Barton / Hawkeye • Tomasz Sapryk jako James „Rhodey” Rhodes / War Machine • Stefan Pawłowski jako Pietro Maximoff • Lidia Sadowa jako Wanda Maximoff • Grzegorz Kwiecień jako J.A.R.V.I.S. i Vision • Anna Dereszowska jako Maria Hill • Mateusz Damięcki jako Sam Wilson / Falcon • Magdalena Różczka jako Peggy Carter • Mirosław Zbrojewicz jako Heimdall • Leon Charewicz jako Erik Selvig • Adam Ferency jako Ultron • Krzysztof Stelmaszyk jako Nick Fury |

- Robert Downey Jr. jako Tony Stark / Iron Man, geniusz, biznesmen, filantrop i playboy, który skonstruował dla siebie serię bojowych pancerzy wspomaganych. Należy do Avengers[6].
- Chris Hemsworth jako Thor, następca tronu Asgardu, syn Odyna i Friggi. Jego bronią jest młot Mjolnir, dzięki któremu może wzywać pioruny oraz nimi władać. Należy do Avengers[7].
- Mark Ruffalo jako Bruce Banner / Hulk, naukowiec specjalizujący się w dziedzinach: biochemii, fizyki nuklearnej i promieniowania gamma. W wyniku wypadku został napromieniowany, co zaowocowało niekontrolowanymi transformacjami w Hulka – wielkiego, humanoidalnego stwora o nadludzkiej sile i wytrzymałości. Należy do Avengers[8]. Lou Ferrigno użycza głosu Hulkowi[9].
- Chris Evans jako Steve Rogers / Kapitan Ameryka, weteran II wojny światowej, który został poddany działaniu serum superżołnierza. Spędził kilkadziesiąt lat w letargu zamrożony w lodowcu i został z niego przebudzony w latach współczesnych. Należy do Avengers[10].
- Scarlett Johansson jako Natasha Romanoff / Czarna Wdowa, jest byłą agentką T.A.R.C.Z.Y. i pracowała jako wysoce wyszkolony szpieg. Należy do Avengers[11].
- Jeremy Renner jako Clint Barton / Hawkeye, były agent T.A.R.C.Z.Y., który biegle posługuje się łukiem. Należy do Avengers[12].
- Don Cheadle jako James „Rhodey” Rhodes / War Machine, oficer sił powietrznych armii Stanów Zjednoczonych wyposażony w zbroję War Machine, przyjaciel Starka[13].
- Aaron Taylor-Johnson jako Pietro Maximoff, pochodzi z Sokowii, kraju położonego we wschodniej Europie. Dzięki eksperymentom, jakimi został poddany przez Hydrę, ma nadludzką szybkość[14].
- Elizabeth Olsen jako Wanda Maximoff, pochodzi z Sokowii. Dzięki eksperymentom, jakimi została poddana przez Hydrę, potrafi posługiwać się magią; ma też umiejętności hipnozy i telekinezy[14].
- Paul Bettany jako J.A.R.V.I.S. i Vision, J.A.R.V.I.S. jest komputerową sztuczną inteligencją stworzoną przez Starka. Z połączenia jego, syntetycznego ciała i Kamienia Umysłu powstał android Vision[15][16].
- Cobie Smulders jako Maria Hill, wysoka rangą była agentka T.A.R.C.Z.Y., która pracuje dla Starka[17].
- Anthony Mackie jako Sam Wilson / Falcon, weteran sił powietrznych, który został przeszkolony do walki w powietrzu przy użyciu specjalnych skrzydeł[18].
- Hayley Atwell jako Peggy Carter, agentka Naukowych Rezerw Strategicznych, współzałożycielka T.A.R.C.Z.Y.[19]
- Idris Elba jako Heimdall, asgardzki strażnik pilnujący mostu Bifrost[20].
- Stellan Skarsgård jako Erik Selvig, profesor astrofizyki, mentor Jane Foster i przyjaciel Thora[21].
- James Spader jako Ultron, robot ze sztuczną inteligencją stworzony przez Tony’ego Starka i Bruce’a Bannera w celu ochrony Ziemi przed zagrożeniami, uznający ludzkość jako największe dla niej zagrożenie[22].
- Samuel L. Jackson jako Nick Fury, były dyrektor T.A.R.C.Z.Y.[23]

W filmie wystąpili również: Thomas Kretschmann jako Wolfgang von Strucker, lider Hydry; Henry Goodman jako List, naukowiec Hydry; Andy Serkis jako Ulysses Klaue, przemytnik i handlarz bronią; Julie Delpy jako Madame B, mentorka Romanoff z programu Red Room; Linda Cardellini jako Laura Barton, żona Clinta; Ben Sakamoto, Imogen i Isabella Poynton oraz Jaiden Stafford jako ich dzieci: Cooper, Lila i Nathaniel; Claudia Kim jako Helen Cho, światowej sławy genetyk, która współpracuje z Avengers oraz Kerry Condon jako F.R.I.D.A.Y., system, który zastąpił J.A.R.V.I.S.–a.
W rolach cameo pojawili się: twórca komiksów Marvela, Stan Lee jako weteran na przyjęciu Avengers oraz w scenie po napisach Josh Brolin jako Thanos.

## Produkcja

### Rozwój projektu

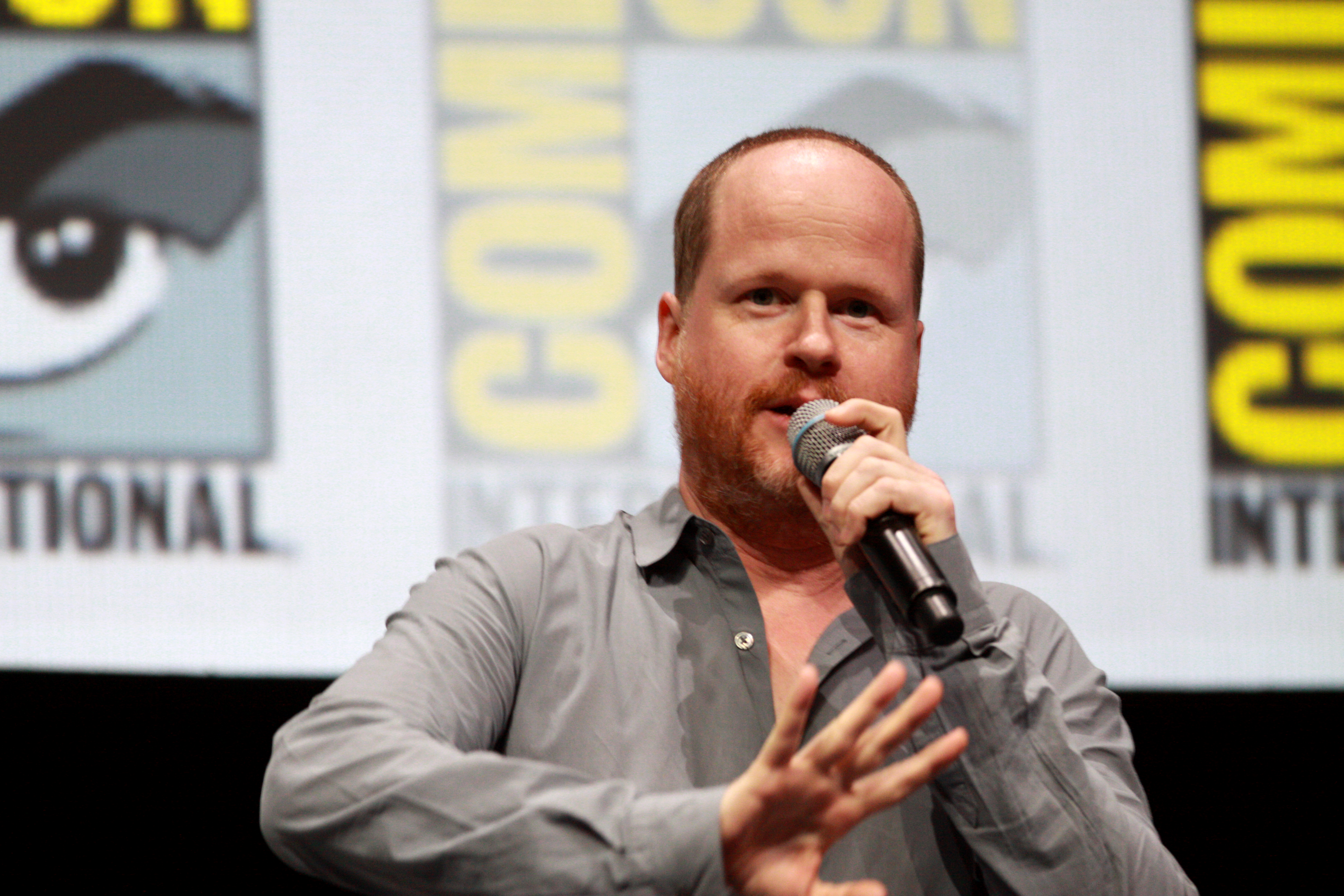
Joss Whedon, reżyser filmu

W październiku 2011 roku Kevin Feige zapowiedział, że Iron Man 3 będzie pierwszym filmem, który rozpocznie Fazę Drugą Filmowego Uniwersum Marvela, a jej zwieńczeniem będzie sequel Avengers. W kwietniu 2012 roku Feige poinformował, że Joss Whedon może powrócić na stanowisko reżysera. W maju, po sukcesie pierwszej części, Robert Iger, prezes Disneya zapowiedział, że kontynuacja jest w fazie przygotowania. W sierpniu 2012 roku potwierdzono, że Whedon wyreżyseruje film i napisze scenariusz oraz wyznaczono datę amerykańskiej premiery na 1 maja 2015 roku.
W lipcu 2013 roku, podczas San Diego Comic-Conu, ujawniono, że film będzie nosił tytuł Avengers: Age of Ultron. Podtytuł został zaczerpnięty z komiksu Age of Ultron z 2013 roku, jednak sam film nie jest jego adaptacją. Historia postaci Ultrona została całkowicie zmieniona względem komiksów. Whedon początkowo uwzględnił w scenariuszu, w scenie po napisach, Kapitan Marvel, jednak studio nie było w stanie obsadzić odpowiedniej aktorki na czas. Reżyser chciał również pokazać w tej scenie Spider-Mana, ale Marvel Studios i Sony Pictures Entertainment, które posiada prawa do tego superbohatera, nie zdołały się porozumieć się w tej kwestii. Feige wyjawił również, że we wczesnych wersjach scenariusza quinjet z Hulkiem miał być namierzony pod koniec filmu w pobliżu Saturna, jednak wtedy studio nie planowało adaptacji komiksu Planet Hulk. W związku z tym zmieniono tę scenę, a quinjet został zlokalizowany na Ziemi. Studio podjęło później decyzję o adaptacji tej historii w filmie Thor: Ragnarok z 2017 roku.

### Casting
W marcu 2013 roku Mark Ruffalo potwierdził, że powróci jako Bruce Banner w sequelu. W czerwcu poinformowano, że Robert Downey Jr. rozszerzył swój kontrakt ze studiem na kolejne produkcje i potwierdzono jego udział w filmie. W sierpniu poinformowano, że swoje role powtórzą Chris Evans jako Steve Rogers i Samuel L. Jackson jako Nick Fury. Do obsady dołączył wtedy również James Spader jako główny antagonista, Ultron. W następnym miesiącu potwierdzono powrót Chrisa Hemswortha do roli Thora i Scarlett Johansson jako Natashy Romanoff. W listopadzie ujawniono, że Aaron Taylor-Johnson i Elizabeth Olsen zagrają rodzeństwo Maximoff, Quicksilvera i Scarlet Witch, a Cobie Smulders ponownie wcieli się w Marię Hill. W grudniu poinformowano, że powrócą Jeremy Renner jako Clint Barton i Don Cheadle jako James Rhodes.
W styczniu 2014 roku Thomas Kretschmann dołączył do obsady jako Wolfgang von Strucker. W następnym miesiącu ujawniono, że Paul Bettany zagra Visiona. Aktor potwierdził pod koniec tego samego roku, że powróci również jako głos J.A.R.V.I.S.-a. W marcu poinformowano, że Claudia Kim zagra filmie. W lipcu Hayley Atwell potwierdziła swój powrót jako Peggy Carter. W następnych miesiącach ujawniono, że Stellan Skarsgård powtórzy rolę Erika Selviga, a Idris Elba i Tom Hiddleston zagrają ponownie Heimdalla i Lokiego. Ostatecznie sceny z udziałem Hiddlestona nie znalazły się w finalnej wersji filmu.

### Zdjęcia i postprodukcja
Zdjęcia rozpoczęły się 11 lutego 2014 roku w Południowej Afryce, gdzie nakręcono sceny w dzielnicy biznesowej Johannesburga. Na początku marca rozpoczęto główny okres zdjęciowy w Shepperton Studios w pobliżu Londynu pod roboczym tytułem After Party. W studiu został stworzony między innymi plan wnętrz Avengers Tower. Zdjęcia realizowano również w innych częściach Anglii. Od 22 do 28 marca zdjęcia realizowano we Włoszech, w Fort Bard i w dolinie Aosty, które posłużyły w filmie jako Sokowia. Od 30 marca do 14 kwietnia nakręcono sceny w Korei Południowej, w różnych miejscach Seulu. Później zdjęcia przeniosły się z powrotem do Anglii, gdzie nakręcono sceny w Hawley Woods, Norwich, w Dover i w Londynie. Zamek w Dover posłużył jako baza Struckera. Zdjęcia realizowano również w Ćottogram w Bangladeszu i w Nowym Jorku. Zdjęcia zostały zakończone 6 sierpnia. Odpowiadał za nie Ben Davis. Scenografią zajął się Charles Wood, a kostiumy zaprojektowała Alexandra Byrne.
Dodatkowe zdjęcia do filmu zrealizowano w styczniu 2015 roku w Pinewood Studios. Montażem zajęli się Jeffrey Ford i Lisa Lassek. Efekty specjalne przygotowały studia: Industrial Light & Magic, Trixter, Double Negative, Animal Logic, Framestore, Lola VFX, Territory Studio, Perception, Method Studios, Luma Pictures i The Third Floor, a odpowiadał za nie Christopher Townsend. Industrial Light & Magic pracowało między innymi nad sceną snu Starka, wnętrzami Avengers Tower i quinjetem oraz sceną z Ultronem i bliźniakami. Animal Logic stworzyło między innymi sceny z hologramami w laboratorium Avengers. Lola VFX przygotowała część scen z Visionem, nad którym pracowało również Framestore. Studio to stworzyło także scenę leczenia Bartona i zbroję Iron Mana. Method Studios pracowało nad sceną otwierającą film oraz sceną iluzji stworzonych przez Scarlet Witch. The Third Floor stworzyło scenę walki na imprezie w Avengers Tower oraz sceny w Południowej Afryce i w Seulu.

## Muzyka
W marcu 2014 roku poinformowano, że Brian Tyler skomponuje muzykę do filmu. Tyler wcześniej pracował przy filmach Iron Man 3 i Thor: Mroczny świat. Zastąpił on Alana Silvestriego, który pracował przy pierwszej części. W lutym 2015 roku ujawniono, że Danny Elfman również napisze część muzyki do filmu. Ścieżka dźwiękowa nagrana została w Abbey Road Studios w Londynie przez Philharmonia Orchestra na początku 2015 roku. Album z muzyką Tylera i Elfmana, zatytułowany Avengers: Age of Ultron Original Motion Picture Soundtrack, został wydany cyfrowo 28 kwietnia 2015 roku, a w wersji CD 19 maja tego samego roku przez Hollywood Records.
W filmie wykorzystano ponadto utwory: „Casta Diva” z opery Norma, „Great Intentions” (Damato), „Liquid Spirit” (Gregory Porter), „I’ve Got No Strings” (Dickie Jones), „Full Dress Hop” (Gene Krupa), fragment z Kopciuszka Siergieja Prokofjewa oraz motyw przewodni z filmu Avengers skomponowany przez Silvestriego.
| Avengers: Age of Ultron Original Motion Picture Soundtrack – 2015 | Avengers: Age of Ultron Original Motion Picture Soundtrack – 2015 | Avengers: Age of Ultron Original Motion Picture Soundtrack – 2015 | Avengers: Age of Ultron Original Motion Picture Soundtrack – 2015 |
| Nr                                                                | Tytuł utworu                                                      | Autor                                                             | Długość                                                           |
| ----------------------------------------------------------------- | ----------------------------------------------------------------- | ----------------------------------------------------------------- | ----------------------------------------------------------------- |
| 1.                                                                | „Avengers: Age of Ultron Title”                                   | B. Tyler                                                          | 0:43                                                              |
| 2.                                                                | „Heroes”                                                          | D. Elfman                                                         | 2:07                                                              |
| 3.                                                                | „Rise Together”                                                   | B. Tyler                                                          | 2:23                                                              |
| 4.                                                                | „Breaking and Entering”                                           | B. Tyler                                                          | 3:04                                                              |
| 5.                                                                | „It Begins”                                                       | D. Elfman                                                         | 2:42                                                              |
| 6.                                                                | „Birth of Ultron”                                                 | B. Tyler                                                          | 3:05                                                              |
| 7.                                                                | „Ultron-Twins”                                                    | D. Elfman                                                         | 4:13                                                              |
| 8.                                                                | „Hulkbuster”                                                      | B. Tyler                                                          | 4:32                                                              |
| 9.                                                                | „Can You Stop This Thing?”                                        | D. Elfman                                                         | 1:03                                                              |
| 10.                                                               | „Sacrifice”                                                       | B. Tyler                                                          | 2:42                                                              |
| 11.                                                               | „Farmhouse”                                                       | D. Elfman                                                         | 4:02                                                              |
| 12.                                                               | „The Vault”                                                       | B. Tyler                                                          | 2:58                                                              |
| 13.                                                               | „The Mission”                                                     | B. Tyler                                                          | 2:48                                                              |
| 14.                                                               | „Seoul Searching”                                                 | B. Tyler                                                          | 2:48                                                              |
| 15.                                                               | „Inevitability-One Good Eye”                                      | D. Elfman                                                         | 5:07                                                              |
| 16.                                                               | „Ultron Wakes”                                                    | D. Elfman                                                         | 1:43                                                              |
| 17.                                                               | „Vision”                                                          | B. Tyler                                                          | 3:47                                                              |
| 18.                                                               | „The Battle”                                                      | B. Tyler                                                          | 4:24                                                              |
| 19.                                                               | „Wish You Were Here”                                              | B. Tyler                                                          | 1:36                                                              |
| 20.                                                               | „The Farm”                                                        | D. Elfman                                                         | 1:14                                                              |
| 21.                                                               | „Darkest of Intentions”                                           | B. Tyler                                                          | 2:26                                                              |
| 22.                                                               | „Fighting Back”                                                   | B. Tyler                                                          | 2:33                                                              |
| 23.                                                               | „Avengers Unite”                                                  | D. Elfman                                                         | 1:08                                                              |
| 24.                                                               | „Keys to the Past”                                                | B. Tyler                                                          | 1:48                                                              |
| 25.                                                               | „Uprising”                                                        | B. Tyler                                                          | 2:32                                                              |
| 26.                                                               | „Outlook”                                                         | B. Tyler                                                          | 2:38                                                              |
| 27.                                                               | „The Last One”                                                    | B. Tyler                                                          | 2:14                                                              |
| 28.                                                               | „Nothing Lasts Forever”                                           | D. Elfman                                                         | 1:57                                                              |
| 29.                                                               | „New Avengers - Avengers: Age of Ultron”                          | D. Elfman                                                         | 3:09                                                              |
|                                                                   |                                                                   |                                                                   | 1:17:26                                                           |

## Promocja

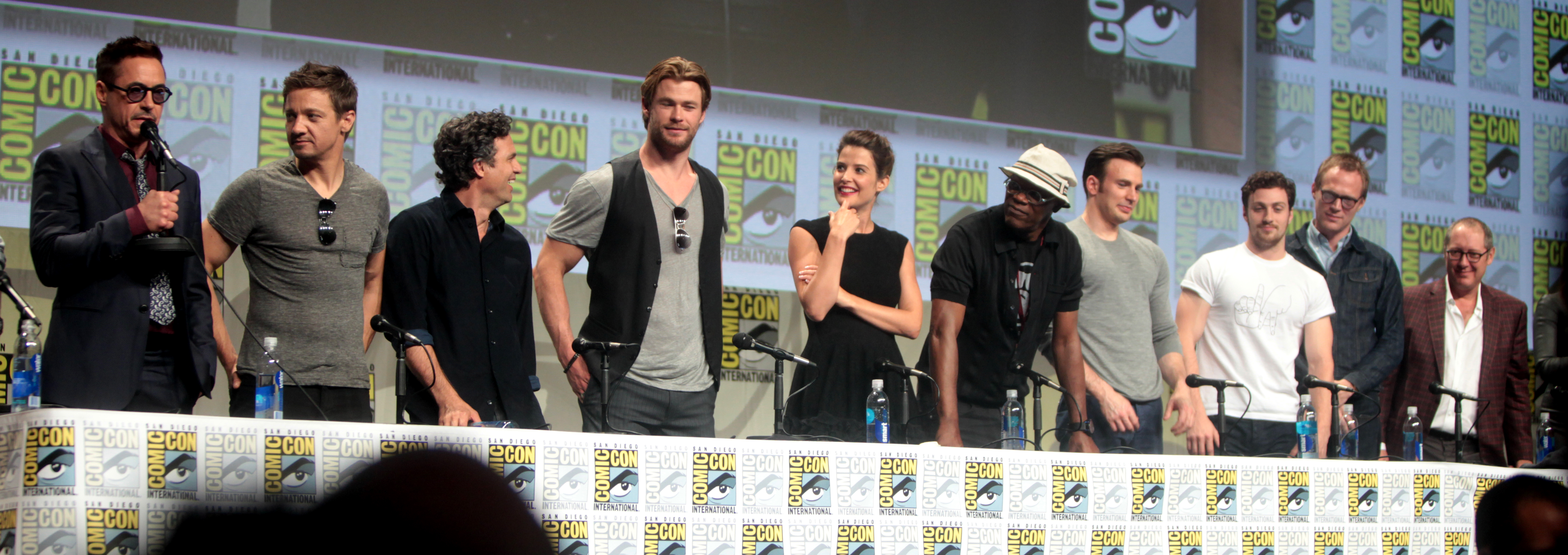
Obsada podczas San Diego Comic-Conu 2014

Podczas San Diego Comic-Conu w lipcu 2013 roku Joss Whedon zaprezentował teaser filmu. W marcu 2014 roku ABC wyemitowała godzinny program specjalny zatytułowany Marvel Studios: Assembling a Universe, który zawierał zapowiedź filmu i szkice koncepcyjne nowych postaci. Kevin Feige, Robert Downey Jr., Chris Hemsworth, Mark Ruffalo, Chris Evans, Jeremy Renner, Aaron Taylor-Johnson, Elizabeth Olsen, Paul Bettany, Cobie Smulders, James Spader i Samuel L. Jackson pojawili się podczas kolejnego konwentu w San Diego, gdzie na panelu studia pokazano publiczności fragmenty filmu.
Premiera pierwszego zwiastuna zapowiedziana była na 28 października 2014 roku podczas emisji drugiego sezonu serialu Agenci T.A.R.C.Z.Y. Jednak zwiastun ten wyciekł 22 października, wskutek czego kilka godzin później Marvel Studios udostępniło go oficjalnie w serwisie YouTube. Został on obejrzany 34,3 miliona razy w ciągu 24 godzin. W listopadzie ABC wyemitowało kolejny program specjalny zatytułowany Marvel 75 Years: From Pulp to Pop!, w którym zaprezentowano materiały zza kulis produkcji filmu. Drugi zwiastun miał premierę 12 stycznia 2015 roku podczas transmisji College Football Playoff National Championship na ESPN. Ostateczny zwiastun zaprezentowano 5 marca, który został obejrzany 35 milionów razy w ciągu 24 godzin.
Partnerami promocyjnymi filmu były firmy: Audi, Samsung, Hummel, Harley-Davidson, Under Armour, Hasbro, Lego, Hot Wheels, Funko, Sage Fruit, ConAgra, Crunchpak i Chobani. Koszty kampanii marketingowej zostały oszacowane na 180 milionów dolarów.
W styczniu 2016 roku Warner Bros. Interactive Entertainment i Traveller’s Tales wydali grę komputerową, zatytułowaną Lego Marvel’s Avengers, w której jedną z misji stanowi adaptacja historii z filmu. Gra dostępna jest ona na urządzenia: Xbox One, Xbox 360, PlayStation 4, PlayStation 3, PlayStation Vita, Wii U, Nintendo 3DS i komputery osobiste.
Komiksy powiązane / Przewodniki
3 lutego 2015 roku Marvel Comics wydało komiks powiązany Avengers: Age of Ultron Prelude – This Scepter’d Isle. Za jego scenariusz odpowiadał Will Corona Pilgrim, a za rysunki Wellinton Alves. Natomiast 22 kwietnia ukazał się nieoficjalny komiks Avengers: Operation Hydra ze scenariuszem Pilgrima i rysunkami Andrei Di Vito.
28 września 2016 roku został wydany cyfrowo Guidebook to the Marvel Cinematic Universe: Marvel’s Avengers: Age Of Ultron, który zawiera fakty dotyczące filmu, porównania do komiksów, oraz informacje produkcyjne. 13 grudnia 2017 roku udostępniono drukiem wydanie zbiorcze, zatytułowane Marvel Cinematic Universe Guidebook: The Good, The Bad, The Guardians, w którym znalazła się także treść tego przewodnika.

## Wydanie

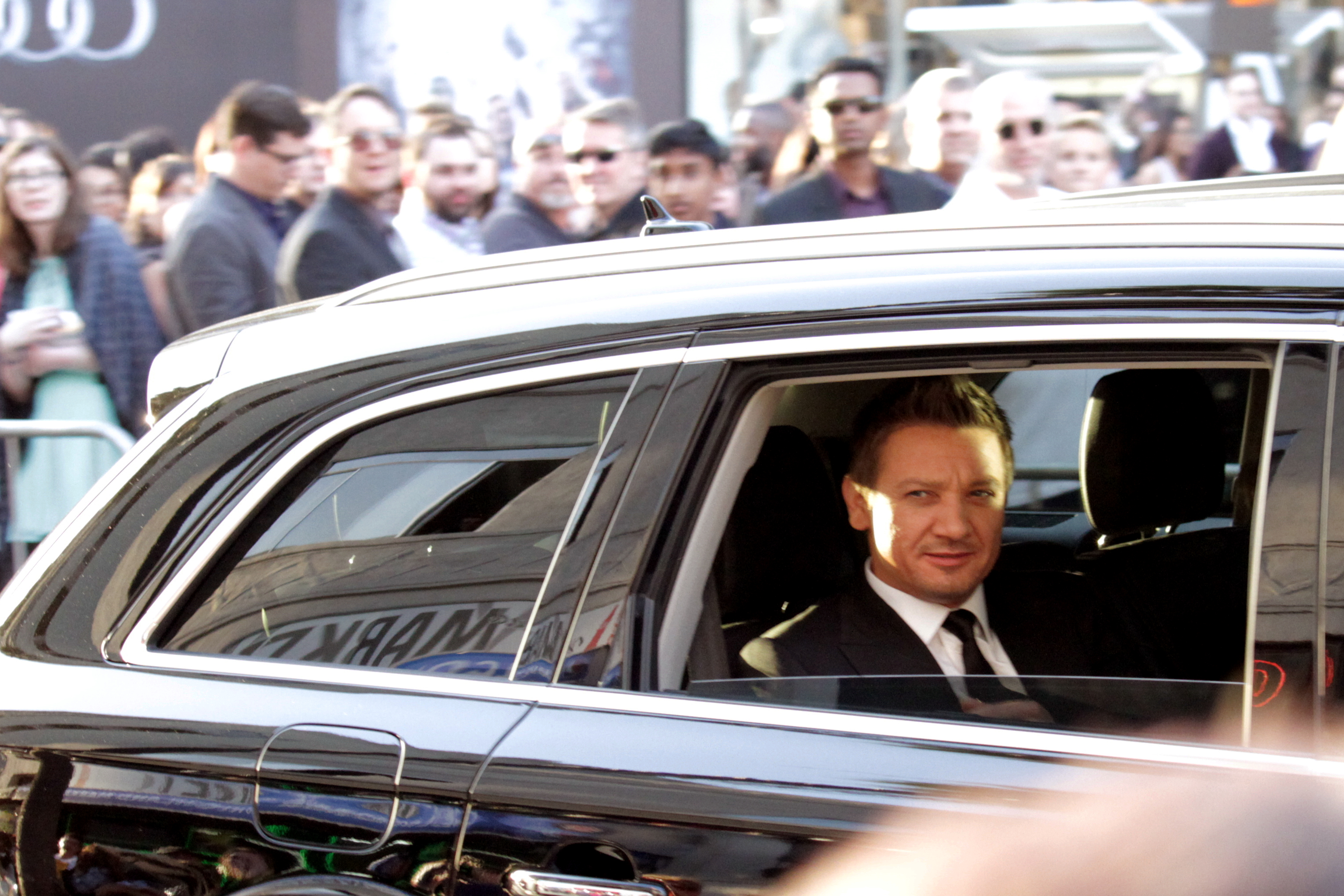
Jeremy Renner podczas światowej premiery w Los Angeles

Światowa premiera Avengers: Czas Ultrona odbyła się 13 kwietnia 2015 roku w Dolby Theatre w Los Angeles, natomiast europejska miała miejsce 21 kwietnia w Vue Cinema Westfield w Londynie. W obu wydarzeniach uczestniczyła obsada i ekipa produkcyjna filmu, oraz zaproszeni specjalni goście. Premierom tym towarzyszył czerwony dywan oraz szereg konferencji prasowych.
Film zadebiutował dla szerszej publiczności 22 kwietnia, między innymi we Francji, Włoszech, Norwegii i Szwecji. Dzień później rozpoczęto wyświetlanie w Rosji, Australii, Danii, Holandii, Singapurze, Hongkongu i Nowej Zelandii, a 23 kwietnia w Wielkiej Brytanii i Irlandii. W Stanach Zjednoczonych i Kanadzie pojawił się 1 maja. W Polsce dostępny był od 7 maja. W Chinach zadebiutował 12 maja, a w Japonii wyświetlany był od 4 lipca.
Film został wydany cyfrowo w Stanach Zjednoczonych 8 września 2015 roku przez Walt Disney Studios Home Entertainment, a 2 października tego samego roku na nośnikach DVD i Blu-ray. W Polsce został on wydany 18 września tego samego roku przez Galapagos.
8 grudnia 2015 roku został wydany również w 13-dyskowej wersji kolekcjonerskiej Marvel Cinematic Universe: Phase Two Collection, która zawiera 6 filmów Fazy Drugiej, a 15 listopada 2019 roku w specjalnej wersji zawierającej 23 filmy franczyzy tworzące The Infinity Saga.

## Odbiór

### Box office
Avengers: Czas Ultrona, mając budżet wynoszący 250 milionów dolarów, w weekend otwarcia zarobił na świecie ponad 391 milionów dolarów, z czego ponad 191 milionów w Stanach Zjednoczonych i Kanadzie. Na początku marca prognozy na weekend otwarcia w Stanach Zjednoczonych zakładały dochód w granicach 210–220 milionów dolarów. Jego łączny przychód z biletów na świecie osiągnął ponad 1,4 miliarda dolarów, z czego w Stanach Zjednoczonych i Kanadzie to ponad 459 milionów. Ostatecznie zajął czwarte miejsce wśród najbardziej dochodowych filmów 2015 roku, a jego wynik spowodował, że Filmowe Uniwersum Marvela stało się najbardziej dochodową franczyzą prześcigając dotychczasowego lidera, serię filmów o Harrym Potterze.
Wśród największych rynków znalazły się: Chiny (240,1 miliona), Korea Południowa (72,3 miliona), Wielka Brytania (63 miliony), Meksyk (50,9 miliona), Brazylia (47,9 miliona), Francja (34,3 miliona), Rosja (34,3 miliona), Niemcy (31,2 miliona) i Australia (30,1 miliona). W Polsce w weekend otwarcia film zarobił ponad 1,4 miliona dolarów. Film obejrzało wtedy 254 tysiące widzów, co dało najlepszy wynik otwarcia wśród filmów o superbohaterach. W sumie w Polsce uzyskał prawie 4 miliony dolarów.

### Krytyka w mediach
Film spotkał się z przeważnie pozytywną reakcją krytyków. W serwisie Rotten Tomatoes 76% z 370 recenzji uznano za pozytywne, a średnia ocen wystawionych na ich podstawie wyniosła 6,8/10. Na portalu Metacritic średnia ważona ocen z 49 recenzji wyniosła 66 punktów na 100. Natomiast według serwisu CinemaScore, zajmującego się mierzeniem atrakcyjności filmów w Stanach Zjednoczonych, publiczność przyznała mu ocenę A w skali od F do A+.
Scott Foundas z „Variety” stwierdził: „Jeśli tak wygląda apoteoza markowej rozrywki z wielkiego studia w 2015 roku, to mogło być znacznie gorzej. W przeciwieństwie do swojego tytułowego bohatera, Avengers: Age of Ultron zdecydowanie ma duszę”. Todd McCarthy z „The Hollywood Reporter” napisał, że film: „z powodzeniem spełnia swój główny priorytet, jakim jest stworzenie godnego przeciwnika dla superbohaterów i daje tym ostatnim kilka nowych rzeczy do zrobienia, ale tym razem sceny akcji nie zawsze spełniają oczekiwania, a kilku bohaterów pozostaje zawieszonych w dramatycznej próżni”. Eric Kohn z IndieWire stwierdził: „Wygląda to wszystko wspaniale, ale czy my już tu nie byliśmy wcześniej?”. Helen O’Hara z „Empire Magazine” napisała: „Większa i, tak, mroczniejsza niż poprzednia część, jest mniej radosna, ale za to bardziej spójna”. Peter Bradshaw z „The Guardian” stwierdził: „To superbohaterska kawalkada energii i zabawy”. Rosie Fletcher z magazynu „Total Film” napisał: „Na szczęście powracający reżyser Joss Whedon wie, jak stworzyć film o superbohaterach, a Marvel wie, jak go sprzedać”. Tim Grierson ze „Screen International” stwierdził: „Whedon i jego duża, utalentowana obsada, dostarczają tylu przygód, śmiechu i wizualnej rozrywki, że publiczność uzna, iż film wart jest wydanych na bilet pieniędzy”. Geoffrey Macnab z „The Independent” napisał: „Whedon wnosi do opowiadania głębię i dowcip, jakich nie znajdziecie w Transformersach”.
Janusz Wróblewski z tygodnika „Polityka” stwierdził: „Dystans twórców oraz czerpanie z obfitej mitologii popkultury, baśni, a nawet magii podnoszą niewątpliwie atrakcyjność filmu, wspieraną pytaniami o tożsamość walczących”. Jakub Popielecki z portalu Filmweb napisał: „Nazwanie dojrzałym filmu, w którym grupa superbohaterów walczy ze złym robotem, może być nadużyciem, ale Whedon przynajmniej jest świadom schematów, na jakich pracuje”. Darek Kuźma z portalu Onet.pl określił film jako: „(...) kolejne ważne filmowe wydarzenie w uniwersum Marvela i zarazem idealny letni przebój, który mimo silnej konkurencji w zbliżających się miesiącach będzie miał pełne prawo ubiegać się o miano najlepszego blockbustera 2015 roku”. Ewa Wildner z serwisu Stopklatka.pl napisała z kolei: „Avengers: Czas Ultrona to czas detronizacji. Pozycję jako scenarzysty superbohatera traci Joss Whedon. Co ciekawe, królować przestaje również Robert Downey Jr./Tony Stark, który ustępuje miejsca najciekawszej i najlepiej rozwiniętej postaci drugiej części – Bruce’owi Bannerowi. Wreszcie sam film stracił w moich oczach pozycję lidera wśród produkcji sygnowanych znakiem Marvel Studios. Avengersi, zjednoczcie się w kolejnej części, by powstrzymać najbliższą zagładę – patrzenia z niebezpieczną obojętnością na scenę po napisach”.

### Nagrody i nominacje
| Rok  | Ceremonia                                        | Kategoria                                                                | Nominowani                                                                                      | Rezultat  | Przypis |
| ---- | ------------------------------------------------ | ------------------------------------------------------------------------ | ----------------------------------------------------------------------------------------------- | --------- | ------- |
| 2015 | Teen Choice Awards                               | Ulubiony film fantasy / science-fiction                                  | Avengers: Czas Ultrona                                                                          | Nominacja | [ 112 ] |
| 2015 | Teen Choice Awards                               | Ulubiony aktor w filmie science-fiction / fantasy                        | Chris Hemsworth                                                                                 | Nominacja | [ 112 ] |
| 2015 | Teen Choice Awards                               | Ulubiony aktor w filmie science-fiction / fantasy                        | Robert Downey Jr.                                                                               | Nominacja | [ 112 ] |
| 2015 | Teen Choice Awards                               | Ulubiona aktorka w filmie science-fiction / fantasy                      | Scarlett Johansson                                                                              | Nominacja | [ 112 ] |
| 2015 | Teen Choice Awards                               | Przełomowa rola kinowa                                                   | Elizabeth Olsen                                                                                 | Nominacja | [ 112 ] |
| 2015 | Teen Choice Awards                               | Ulubiona postać kradnąca sceny                                           | Chris Evans                                                                                     | Wygrana   | [ 112 ] |
| 2015 | Australian Academy of Cinema and Television Arts | Najlepsze efekty specjalne lub animacje                                  | Christopher Townsend, Ryan Stafford, Paul Butterworth, Matt Estela                              | Nominacja | [ 113 ] |
| 2015 | Behind the Voice Actors Awards                   | Najlepsza główna rola głosowa w filmie fabularnym – nagroda publiczności | James Spader                                                                                    | Wygrana   | [ 114 ] |
| 2015 | Behind the Voice Actors Awards                   | Najlepsza główna rola głosowa w filmie fabularnym                        | James Spader                                                                                    | Nominacja | [ 114 ] |
| 2015 | Hollywood Music In Media Awards                  | Najlepsza oryginalna ścieżka dźwiękowa w filmie sci-fi / fantasy         | Brian Tyler, Danny Elfman                                                                       | Nominacja | [ 115 ] |
| 2015 | IGN Summer Movie Awards                          | Najlepszy film na podstawie komiksów                                     | Avengers: Czas Ultrona                                                                          | Nominacja | [ 116 ] |
| 2016 | People’s Choice Awards                           | Ulubiony film                                                            | Avengers: Czas Ultrona                                                                          | Nominacja | [ 117 ] |
| 2016 | People’s Choice Awards                           | Ulubiony film akcji                                                      | Avengers: Czas Ultrona                                                                          | Nominacja | [ 117 ] |
| 2016 | People’s Choice Awards                           | Ulubiony aktor w filmie akcji                                            | Chris Hemsworth                                                                                 | Wygrana   | [ 117 ] |
| 2016 | People’s Choice Awards                           | Ulubiony aktor w filmie akcji                                            | Robert Downey Jr.                                                                               | Nominacja | [ 117 ] |
| 2016 | People’s Choice Awards                           | Ulubiony aktor                                                           | Robert Downey Jr.                                                                               | Nominacja | [ 117 ] |
| 2016 | People’s Choice Awards                           | Ulubiona aktorka                                                         | Scarlett Johansson                                                                              | Nominacja | [ 117 ] |
| 2016 | People’s Choice Awards                           | Ulubiona aktorka w filmie akcji                                          | Scarlett Johansson                                                                              | Nominacja | [ 117 ] |
| 2016 | Annie Awards                                     | Najlepsze indywidualne osiągnięcie: efekty animowane w filmie aktorskim  | Michael Balog, Jim Van Allen, Florent Andorra, George Kaltenbrunner (scena zniszczenia Sokowii) | Wygrana   | [ 118 ] |
| 2016 | Annie Awards                                     | Najlepsze indywidualne osiągnięcie: animacja postaci w filmie aktorskim  | Jakub Pistecky, Gang Trinh, Craig Penn, Mickael Coedel i Yair Gutierrez (za Hulka)              | Nominacja | [ 118 ] |
| 2016 | Annie Awards                                     | Najlepsze indywidualne osiągnięcie: animacja postaci w filmie aktorskim  | Peter Tan, Boonyiki Lim, Sachio Nishiyama, Byounghee Cho, Roy Tan (za Ultrona)                  | Nominacja | [ 118 ] |
| 2016 | VES Awards                                       | Najlepiej animowana postać w filmie aktorskim                            | Avengers: Czas Ultrona                                                                          | Nominacja | [ 119 ] |
| 2016 | VES Awards                                       | Najlepsze modele w fotorealistycznym filmie i animacji                   | Avengers: Czas Ultrona                                                                          | Nominacja | [ 119 ] |
| 2016 | VES Awards                                       | Najlepsze symulacje w fotorealistycznym filmie                           | Avengers: Czas Ultrona                                                                          | Nominacja | [ 119 ] |
| 2016 | Kids’ Choice Awards                              | Ulubiony film                                                            | Avengers: Czas Ultrona                                                                          | Nominacja | [ 120 ] |
| 2016 | Kids’ Choice Awards                              | Najlepszy aktor filmowy                                                  | Chris Evans                                                                                     | Nominacja | [ 120 ] |
| 2016 | Kids’ Choice Awards                              | Najlepszy aktor filmowy                                                  | Chris Hemsworth                                                                                 | Nominacja | [ 120 ] |
| 2016 | Kids’ Choice Awards                              | Najlepszy aktor filmowy                                                  | Robert Downey Jr.                                                                               | Nominacja | [ 120 ] |
| 2016 | Kids’ Choice Awards                              | Najlepsza aktorka filmowa                                                | Scarlett Johansson                                                                              | Nominacja | [ 120 ] |
| 2016 | Saturn Awards                                    | Najlepsza adaptacja komiksu                                              | Avengers: Czas Ultrona                                                                          | Nominacja | [ 121 ] |
| 2016 | Saturn Awards                                    | Najlepszy aktor drugoplanowy                                             | Paul Bettany                                                                                    | Nominacja | [ 121 ] |
| 2016 | Saturn Awards                                    | Najlepsze kostiumy                                                       | Alexandra Byrne                                                                                 | Wygrana   | [ 121 ] |
| 2016 | Saturn Awards                                    | Najlepsze efekty specjalne                                               | Paul Corbould, Chris Townsend, Ben Snow, Paul Butterworth                                       | Nominacja | [ 121 ] |
| 2016 | MTV Movie Awards                                 | Najlepszy film                                                           | Avengers: Czas Ultrona                                                                          | Nominacja | [ 122 ] |
| 2016 | MTV Movie Awards                                 | Najlepsza obsada                                                         | Avengers: Czas Ultrona                                                                          | Nominacja | [ 122 ] |
| 2016 | MTV Movie Awards                                 | Najlepszy bohater                                                        | Chris Evans                                                                                     | Nominacja | [ 122 ] |
| 2016 | MTV Movie Awards                                 | Najlepszy czarny charakter                                               | James Spader                                                                                    | Nominacja | [ 122 ] |
| 2016 | MTV Movie Awards                                 | Najlepsza kreacja wirtualna                                              | James Spader                                                                                    | Nominacja | [ 122 ] |
| 2016 | MTV Movie Awards                                 | Najlepsza scena walki                                                    | Mark Ruffalo kontra Robert Downey Jr.                                                           | Nominacja | [ 122 ] |
| 2016 | BMI Film & TV Awards                             | Najlepsza muzyka filmowa                                                 | Brian Tyler, Danny Elfman                                                                       | Wygrana   | [ 123 ] |
| 2016 | Hugo Awards                                      | Najlepsza prezentacja dramatyczna (długa forma)                          | Avengers: Czas Ultrona                                                                          | Nominacja | [ 124 ] |
| 2016 | Taurus World Stunt Awards                        | Najlepsza sekwencja z samochodem                                         | Lee Millham                                                                                     | Nominacja | [ 125 ] |

## Kontynuacje
8 października 2014 roku podczas MarvelEvent, gdzie przedstawiono skład filmów III Fazy MCU, studio zapowiedziało dwuczęściową kontynuację, początkowo zatytułowaną Avengers: Infinity War Part 1 i Avengers: Infinity War Part 2. W kwietniu 2015 roku poinformowano, że Anthony i Joe Russo wyreżyserują oba filmy, a w maju, że scenariusz do nich napiszą Christopher Markus i Stephen McFeely. Zdjęcia do filmów były realizowane jeden po drugim. Pierwszy film, Avengers: Wojna bez granic, miał premierę w 2018 roku, a w rolach głównych wystąpili: Robert Downey Jr., Chris Hemsworth, Mark Ruffalo, Chris Evans, Scarlett Johansson, Benedict Cumberbatch, Don Cheadle, Tom Holland, Chadwick Boseman, Paul Bettany, Elizabeth Olsen, Anthony Mackie, Sebastian Stan, Danai Gurira, Letitia Wright, Dave Bautista, Zoe Saldaña, Karen Gillan, Bradley Cooper, Benedict Wong, Gwyneth Paltrow, Josh Brolin i Chris Pratt. Drugi, ostatecznie zatytułowany Avengers: Koniec gry, zadebiutował w 2019 roku, a do głównych ról powrócili: Downey Jr., Evans, Ruffalo, Hemsworth, Johansson, Cheadle, Gillan, Gurira, Wong, Cooper, Paltrow i Brolin, a dołączyli do nich Jeremy Renner, Paul Rudd, Brie Larson i Jon Favreau.
W lipcu 2022 roku zostały zapowiedziane na 2025 rok dwie kontynuacje, Avengers: The Kang Dynasty i Avengers: Secret Wars. W czerwcu 2023 roku The Kang Dynasty i Secret Wars zostały przesunięte na 2026 i 2027 rok. W grudniu zrezygnowano z podtytułu The Kang Dynasty.